# Aplogompha noctilaria
Aplogompha noctilaria är en fjärilsart som beskrevs av William Schaus 1901. Aplogompha noctilaria ingår i släktet Aplogompha och familjen mätare. Inga underarter finns listade i Catalogue of Life.